# Home Depot

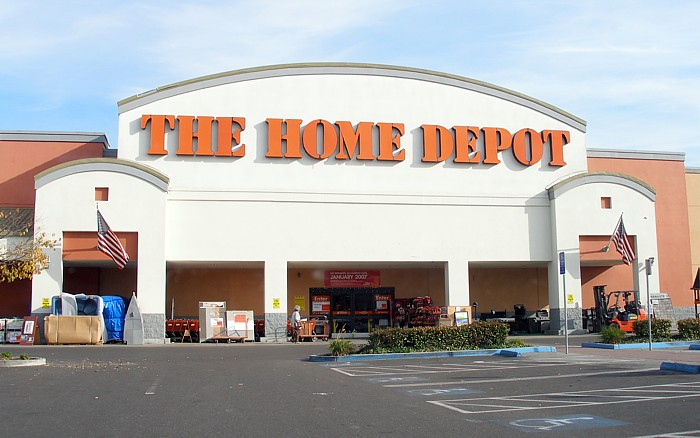
Home Depot in East Palo Alto

The Home Depot is een Amerikaanse keten van bouwmarkten.

## Activiteiten
The Home Depot, Inc. is een grote Amerikaanse bouwmarkt. Het levert een breed assortiment van bouwmaterialen en decoratiematerialen voor huis en tuin. Verder verhuurt het apparatuur dat behulpzaam kan zijn bij de werkzaamheden.  
Per jaareinde 2024 telde het 2347 winkels in de Verenigde Staten, Canada en Mexico. De winkels zijn groot, het overdekte winkeloppervlakte is gemiddeld zo'n 10.000 m². Door het jaar heen worden tussen de 30.000 en 40.000 artikelen aangeboden. Er werkten in 2024 ongeveer 470.000 mensen, waarvan 89% in de Verenigde staten, 7% in Canada en 4% in Mexico.
Home Depot heeft een gebroken boekjaar dat eindigt per eind januari of begin februari. Het boekjaar telt 52 of 53 weken. In 2024 telde het boekjaar 53 weken en het jaar ervoor was dit 52 weken. Een week omzet is ongeveer US$ 2,5 miljard. Een klant geeft ongeveer 90 dollar uit per bezoek aan een van de winkels.

## Geschiedenis
Het bedrijf werd in 1978 opgericht in Marietta (Georgia) door Bernie Marcus, Arthur Blank, Ron Brill en Pat Farrah. Het doel van Home Depot was het creëren van bouwmarkten voor particulieren die groter waren dan de faciliteiten van de concurrenten. Zakenbankier Ken Langone hielp Marcus en Blank met het benodigde kapitaal.
Op 22 september 1981 ging Home Depot naar de NASDAQ effectenbeurs, en verhuisde op 19 april 1984 naar de New York Stock Exchange.
In 1984 had Home Depot negentien winkels en behaalde een omzet van iets meer dan US$ 250 miljoen. Op 31 oktober 1984 werd Bowater Home Center overgenomen voor US$ 40 miljoen. In 1989 werd Home Depot de grootste doe-het-zelfzaak in de Verenigde Staten en passeerde daarmee concurrent Lowe's.
In 1994 werd het Canadese bedrijf Aikenhead's Hardware overgenomen voor US$ 150 miljoen. Alle winkels zijn later verbouwd tot Home Depot winkels. In 1995 werd een jaaromzet behaald van US$ 10 miljard met 350 winkels.
In juni 2001 werd Total HOME gekocht en hiermee betrad Home Depot de Mexicaanse markt. In 2002 volgde de acquisitie van de doe-het-zelfketen Del Norte ook in Mexico. In 2004 volgde Home Mart, de op een na grootste doe-het-zelf keten in het land. Met de 20 Home Mart vestigingen had Home Depot 39 winkels in Mexico.
In december 2006 werd de overname bekend gemaakt van de Chinese doe-het-zelfketen The Home Way. Na zes jaar besloot Home Depot zich deels terug te trekken uit de Chinese markt, alleen de Chinese speciaalzaken blijven open.
De kredietcrisis leidde tot een neergang op de huizenmarkt in 2008 en 2009. Home Depot kondigde het ontslag aan van enkele duizenden medewerkers en de sluiting van 54 winkels.
In 2017 werd voor het eerste meer dan US$ 100 miljard aan omzet gerealiseerd.